# NGC 2963
NGC 2963 este o galaxie spirală situată în constelația Dragonul. A fost descoperită în 3 aprilie 1785 de către William Herschel.